# Coupe d'Union soviétique de football 1973
Navigation
Édition 1972 Édition 1974
La Coupe d'Union soviétique 1973 est la 32e édition de la Coupe d'Union soviétique de football. Elle se déroule entre le 4 mars et le 10 octobre 1973.
La finale se joue le 10 octobre 1973 au Stade Lénine de Moscou et voit la victoire de l'Ararat Erevan qui remporte sa première coupe nationale aux dépens du Dinamo Kiev. Le club réalise par la suite le doublé en remportant le championnat 1973 quelques semaines plus tard. Ce dernier succès fait que c'est le Dinamo Kiev qui se qualifie pour la Coupe des coupes 1974-1975 en qualité de finaliste.

## Format
Trente-six équipes prennent part à cette édition, soit l'intégralité des participants aux deux premières divisions soviétiques.
Le tournoi se divise en six tours, à l'issue desquels le vainqueur de la compétition est désigné. Les équipes de la première division font leur entrée en lice lors du deuxième tour.
À l'exception de la finale, l'ensemble des confrontations se jouent sur deux manches. En cas d'égalité à l'issue du match retour, la règle des buts marqués à l'extérieur est appliquée. Si elle ne permet pas de départager les deux équipes, la rencontre passe en prolongation avant de s'achever aux tirs au but. Dans le cas de la finale, si les deux équipes sont à égalité même à l'issue de la prolongation, le match est rejoué ultérieurement. Si cette deuxième rencontre ne désigne toujours pas de vainqueur, celui-ci est désigné à l'issue d'une séance de tirs au but.

## Résultats

### Premier tour
Les matchs allers sont joués le 4 mars 1973 tandis que les rencontres retours prennent place les 10 et 11 mars 1973.
| Équipe 1                    | Score | Équipe 2                          | Aller | Retour |
| --------------------------- | ----- | --------------------------------- | ----- | ------ |
| Kouzbass Kemerovo (D2)      | 1 - 2 | (D2) Metallist Kharkov            | 0 - 0 | 1 - 2  |
| Tekstilchtchik Ivanovo (D2) | 4 - 2 | (D2) Spartak Ivano-Frankovsk (uk) | 3 - 2 | 1 - 0  |
| Metallourg Lipetsk (D2)     | 1 - 3 | (D2) Avtomobilist Naltchik        | 1 - 1 | 0 - 2  |
| Metallourg Zaporojié (D2)   | 4 - 0 | (D2) Stroïtel Achkhabad           | 3 - 0 | 1 - 0  |

### Seizièmes de finale
Les matchs allers sont joués entre le 14 mars et 1er avril 1973 tandis que les rencontres retours prennent place entre le 1er et le 15 avril 1973. Cette phase voit l'entrée en lice des équipes de la première division 1973.
| Équipe 1                    | Score  | Équipe 2                       | Aller | Retour   |
| --------------------------- | ------ | ------------------------------ | ----- | -------- |
| Chakhtior Donetsk (D1)      | 4 - 3  | (D2) Metallourg Zaporojié      | 2 - 0 | 2 - 3    |
| Ararat Erevan (D1)          | 2 - 0  | (D2) Alga Frounzé              | 1 - 0 | 1 - 0    |
| Metallist Kharkov (D2)      | 0 - 6  | (D1) Dinamo Kiev               | 0 - 3 | 0 - 3    |
| Chinnik Iaroslavl (D2)      | 0 - 2  | (D1) Dinamo Moscou             | 0 - 0 | 0 - 2 ap |
| Dinamo Minsk (D1)           | 1 - 0  | (D2) Zvezda Perm               | 1 - 0 | 0 - 0    |
| Pamir Douchanbé (D2)        | 3 - 4  | (D1) Kaïrat Alma-Ata           | 0 - 2 | 1 - 1    |
| Dinamo Tbilissi (D1)        | 2 - 0  | (D2) Krylia Sovetov Kouïbychev | 2 - 0 | 0 - 0    |
| Dniepr Dniepropetrovsk (D1) | 2 - 1  | (D2) Lokomotiv Moscou          | 1 - 1 | 1 - 0    |
| Karpaty Lvov (D2)           | 1 - 1E | (D1) Neftchi Bakou             | 1 - 1 | 0 - 0    |
| Spartak Moscou (D1)         | 2 - 1  | (D2) Nistru Kichinev           | 0 - 0 | 2 - 1    |
| Tekstilchtchik Ivanovo (D2) | 0 - 1  | (D1) Pakhtakor Tachkent        | 0 - 0 | 0 - 1    |
| Tchernomorets Odessa (D2)   | 4 - 2  | (D1) SKA Rostov                | 2 - 0 | 2 - 2    |
| Zénith Léningrad (D1)       | 3 - 1  | (D2) Spartak Naltchik          | 1 - 1 | 2 - 0    |
| Zaria Vorochilovgrad (D1)   | 3 - 1  | (D2) Spartak Ordjonikidzé      | 2 - 1 | 1 - 0    |
| Torpedo Koutaïssi (D2)      | 1 - 5  | (D1) CSKA Moscou               | 0 - 3 | 1 - 2    |
| Torpedo Moscou (D1)         | 1 - 1E | (D2) Chakhtior Karaganda       | 1 - 1 | 0 - 0    |

### Huitièmes de finale
Les matchs allers sont joués entre le 31 mai et le 6 juin 1973 tandis que les rencontres retours prennent place les 22 et 27 juin 1973.
| Équipe 1                  | Score             | Équipe 2                    | Aller | Retour   |
| ------------------------- | ----------------- | --------------------------- | ----- | -------- |
| Neftchi Bakou (D1)        | 1 - 4             | (D1) Ararat Erevan          | 0 - 1 | 1 - 3    |
| Kaïrat Alma-Ata (D1)      | 2 - 3             | (D1) Dinamo Kiev            | 1 - 1 | 1 - 2    |
| Zénith Léningrad (D1)     | 2 - 2 (3 - 5 tab) | (D1) Dinamo Moscou          | 1 - 1 | 1 - 1 ap |
| Spartak Moscou (D1)       | 3 - 2             | (D1) Dinamo Tbilissi        | 2 - 1 | 1 - 1    |
| Dinamo Minsk (D1)         | 2 - 3             | (D1) Dniepr Dniepropetrovsk | 2 - 0 | 0 - 3 ap |
| CSKA Moscou (D1)          | 4 - 2             | (D1) Pakhtakor Tachkent     | 3 - 1 | 1 - 1    |
| Chakhtior Karaganda (D2)  | 1 - 5             | (D2) Tchernomorets Odessa   | 0 - 2 | 1 - 3    |
| Zaria Vorochilovgrad (D1) | 2 - 1             | (D1) Chakhtior Donetsk      | 2 - 0 | 0 - 1    |

### Quarts de finale
Les matchs allers sont joués les 11 et 12 juillet 1973 tandis que les rencontres retours prennent place le 12 juillet 1973.
| Équipe 1                    | Score | Équipe 2                  | Aller | Retour |
| --------------------------- | ----- | ------------------------- | ----- | ------ |
| CSKA Moscou (D1)            | 0 - 5 | (D1) Dinamo Kiev          | 0 - 2 | 0 - 3  |
| Ararat Erevan (D1)          | 2 - 1 | (D1) Zaria Vorochilovgrad | 2 - 0 | 0 - 1  |
| Dniepr Dniepropetrovsk (D1) | 2 - 1 | (D1) Spartak Moscou       | 0 - 0 | 2 - 1  |
| Dinamo Moscou (D1)          | 6 - 2 | (D2) Tchernomorets Odessa | 3 - 0 | 3 - 2  |

### Demi-finales
Les matchs allers sont joués les 1er et 16 août 1973 tandis que les rencontres retours prennent place le 15 août et le 12 septembre 1973.
| Équipe 1                    | Score             | Équipe 2           | Aller | Retour   |
| --------------------------- | ----------------- | ------------------ | ----- | -------- |
| Dinamo Kiev (D1)            | 2 - 2 (6 - 5 tab) | (D1) Dinamo Moscou | 1 - 1 | 1 - 1 ap |
| Dniepr Dniepropetrovsk (D1) | 0 - 2             | (D1) Ararat Erevan | 0 - 1 | 0 - 1    |

### Finale
| Titulaires :    |                          |     |
|                 |                          |     |
|                 | Alyosha Abrahamyan (en)  |     |
|                 | Sanasar Gevorkian (ru)   |     |
|                 | Armen Sarkisian (ru)     |     |
|                 | Aleksandr Kovalenko (ru) |     |
|                 | Noraïr Mesropian (ru)    |     |
|                 | Arkadi Andreasyan        |     |
|                 | Sergueï Bondarenko (ru)  | 73e |
|                 | Levon Ishtoyan           |     |
|                 | Eduard Markarov          | 73e |
|                 | Oganes Zanazanyan        |     |
|                 | Nazar Petrosyan (en)     |     |
|                 |                          |     |
| Remplaçants :   |                          |     |
|                 | Sergueï Pogossov (ru)    | 73e |
|                 | Nikolay Kazakryan        | 73e |
|                 |                          |     |
| Entraîneur :    |                          |     |
| Nikita Simonian |                          |     |

| Titulaires :      |                       |     |
|                   |                       |     |
|                   | Valeri Samokhine (ru) |     |
|                   | Aleksandr Damine (ru) |     |
|                   | Viktor Matvienko      |     |
|                   | Mikhaïl Fomenko       |     |
|                   | Stefan Reshko         |     |
|                   | Vladimir Trochkine    |     |
|                   | Vladimir Muntian      |     |
|                   | Leonid Buryak         | 87e |
|                   | Viktor Kolotov        |     |
|                   | Vladimir Veremeïev    |     |
|                   | Oleg Blokhine         | 88e |
|                   |                       |     |
| Remplaçants :     |                       |     |
|                   | Valeri Zouïev (en)    | 87e |
|                   | Viktor Kondratov (ru) | 88e |
|                   |                       |     |
| Entraîneur :      |                       |     |
| Aleksandr Sevidov |                       |     |

| Titulaires :    |                          |     |
|                 |                          |     |
|                 | Alyosha Abrahamyan (en)  |     |
|                 | Sanasar Gevorkian (ru)   |     |
|                 | Armen Sarkisian (ru)     |     |
|                 | Aleksandr Kovalenko (ru) |     |
|                 | Noraïr Mesropian (ru)    |     |
|                 | Arkadi Andreasyan        |     |
|                 | Sergueï Bondarenko (ru)  | 73e |
|                 | Levon Ishtoyan           |     |
|                 | Eduard Markarov          | 73e |
|                 | Oganes Zanazanyan        |     |
|                 | Nazar Petrosyan (en)     |     |
|                 |                          |     |
| Remplaçants :   |                          |     |
|                 | Sergueï Pogossov (ru)    | 73e |
|                 | Nikolay Kazakryan        | 73e |
|                 |                          |     |
| Entraîneur :    |                          |     |
| Nikita Simonian |                          |     |

| Titulaires :      |                       |     |
|                   |                       |     |
|                   | Valeri Samokhine (ru) |     |
|                   | Aleksandr Damine (ru) |     |
|                   | Viktor Matvienko      |     |
|                   | Mikhaïl Fomenko       |     |
|                   | Stefan Reshko         |     |
|                   | Vladimir Trochkine    |     |
|                   | Vladimir Muntian      |     |
|                   | Leonid Buryak         | 87e |
|                   | Viktor Kolotov        |     |
|                   | Vladimir Veremeïev    |     |
|                   | Oleg Blokhine         | 88e |
|                   |                       |     |
| Remplaçants :     |                       |     |
|                   | Valeri Zouïev (en)    | 87e |
|                   | Viktor Kondratov (ru) | 88e |
|                   |                       |     |
| Entraîneur :      |                       |     |
| Aleksandr Sevidov |                       |     |